# Europarlamentari di Malta
Gli europarlamentari di Malta dal 2004, a seguito dell'ingresso del Paese nell'Unione europea, sono i seguenti.

## Lista

### V legislatura (2004)
| Europarlamentare     | Lista                | Gruppo | Gruppo                                                    |
| -------------------- | -------------------- | ------ | --------------------------------------------------------- |
| John Attard-Montalto | Partito Laburista    |        | Non iscritti                                              |
| Jason Azzopardi      | Partito Nazionalista |        | Gruppo del Partito Popolare Europeo - Democratici Europei |
| Josef Bonnici        | Partito Nazionalista |        | Gruppo del Partito Popolare Europeo - Democratici Europei |
| Mario De Marco       | Partito Nazionalista |        | Gruppo del Partito Popolare Europeo - Democratici Europei |
| George William Vella | Partito Laburista    |        | Gruppo del Partito del Socialismo Europeo                 |

### VI legislatura (2004-2009)
Europarlamentari eletti in occasione delle elezioni europee del 2004.
| Europarlamentare     | Lista                | Gruppo | Gruppo                                                    |
| -------------------- | -------------------- | ------ | --------------------------------------------------------- |
| John Attard-Montalto | Partito Laburista    |        | Gruppo del Partito del Socialismo Europeo                 |
| Simon Busuttil       | Partito Nazionalista |        | Gruppo del Partito Popolare Europeo - Democratici Europei |
| David Casa           | Partito Nazionalista |        | Gruppo del Partito Popolare Europeo - Democratici Europei |
| Louis Grech          | Partito Laburista    |        | Gruppo del Partito del Socialismo Europeo                 |
| Joseph Muscat        | Partito Laburista    |        | Gruppo del Partito del Socialismo Europeo                 |

- In data 29.10.2008 a Joseph Muscat subentra Glenn Bedingfield.

### VII legislatura (2009-2014)
Europarlamentari eletti in occasione delle elezioni europee del 2009.
| Europarlamentare     | Lista                | Gruppo | Gruppo                                                 |
| -------------------- | -------------------- | ------ | ------------------------------------------------------ |
| John Attard-Montalto | Partito Laburista    |        | Alleanza Progressista dei Socialisti e dei Democratici |
| Simon Busuttil       | Partito Nazionalista |        | Gruppo del Partito Popolare Europeo                    |
| David Casa           | Partito Nazionalista |        | Gruppo del Partito Popolare Europeo                    |
| Louis Grech          | Partito Laburista    |        | Alleanza Progressista dei Socialisti e dei Democratici |
| Edward Scicluna      | Partito Laburista    |        | Alleanza Progressista dei Socialisti e dei Democratici |

- In data 01.12.2011, per effetto dell'attribuzione al Paese di un seggio ulteriore, è proclamato eletto Joseph Cuschieri.
- In data 25.04.2013 a Louis Grech subentra Claudette Abela Baldacchino.
- In data 25.04.2013 a Simon Busuttil subentra Roberta Metsola.
- In data 25.04.2013 a Edward Scicluna subentra Marlene Mizzi.

### VIII legislatura (2014-2019)
Europarlamentari eletti in occasione delle elezioni europee del 2014.
| Europarlamentare        | Lista                | Gruppo | Gruppo                                                 |
| ----------------------- | -------------------- | ------ | ------------------------------------------------------ |
| David Casa              | Partito Nazionalista |        | Gruppo del Partito Popolare Europeo                    |
| Therese Comodini Cachia | Partito Nazionalista |        | Gruppo del Partito Popolare Europeo                    |
| Miriam Dalli            | Partito Laburista    |        | Alleanza Progressista dei Socialisti e dei Democratici |
| Roberta Metsola         | Partito Nazionalista |        | Gruppo del Partito Popolare Europeo                    |
| Marlene Mizzi           | Partito Laburista    |        | Alleanza Progressista dei Socialisti e dei Democratici |
| Alfred Sant             | Partito Laburista    |        | Alleanza Progressista dei Socialisti e dei Democratici |

- In data 24.06.2017 a Therese Comodini Cachia subentra Francis Zammit Dimech.

### IX legislatura (2019-2024)
Europarlamentari eletti in occasione delle elezioni europee del 2019.
| Europarlamentare  | Lista                | Gruppo | Gruppo                                                 |
| ----------------- | -------------------- | ------ | ------------------------------------------------------ |
| Alex Agius Saliba | Partito Laburista    |        | Alleanza Progressista dei Socialisti e dei Democratici |
| David Casa        | Partito Nazionalista |        | Gruppo del Partito Popolare Europeo                    |
| Josianne Cutajar  | Partito Laburista    |        | Alleanza Progressista dei Socialisti e dei Democratici |
| Miriam Dalli      | Partito Laburista    |        | Alleanza Progressista dei Socialisti e dei Democratici |
| Roberta Metsola   | Partito Nazionalista |        | Gruppo del Partito Popolare Europeo                    |
| Alfred Sant       | Partito Laburista    |        | Alleanza Progressista dei Socialisti e dei Democratici |

### X legislatura (2024-2029)
Europarlamentari eletti in occasione delle elezioni europee del 2024.
| Europarlamentare  | Lista                | Gruppo | Gruppo                                                 |
| ----------------- | -------------------- | ------ | ------------------------------------------------------ |
| Alex Agius Saliba | Partito Laburista    |        | Alleanza Progressista dei Socialisti e dei Democratici |
| Daniel Attard     | Partito Laburista    |        | Alleanza Progressista dei Socialisti e dei Democratici |
| Thomas Bajada     | Partito Laburista    |        | Alleanza Progressista dei Socialisti e dei Democratici |
| Peter Agius       | Partito Nazionalista |        | Gruppo del Partito Popolare Europeo                    |
| David Casa        | Partito Nazionalista |        | Gruppo del Partito Popolare Europeo                    |
| Roberta Metsola   | Partito Nazionalista |        | Gruppo del Partito Popolare Europeo                    |